# 1974 au Manitoba
Chronologie du Manitoba
- 1970
- 1971
- 1972
- 1973
- 1974
- 1975
- 1976
- 1977
- 1978

Cette page concerne des événements survenus en 1974 dans la province canadienne du Manitoba.

## Politique
- Premier ministre : Edward Schreyer
- Chef de l'Opposition :
- Lieutenant-gouverneur : William J. McKeag
- Législature :

## Événements
- Comme dans tout le Canada, l'utilisation des codes postaux est généralisée pour l'acheminement du courrier.

## Naissances
- Marcel Dzama, né à Winnipeg, peintre, sculpteur et dessinateur canadien résidant à New York.

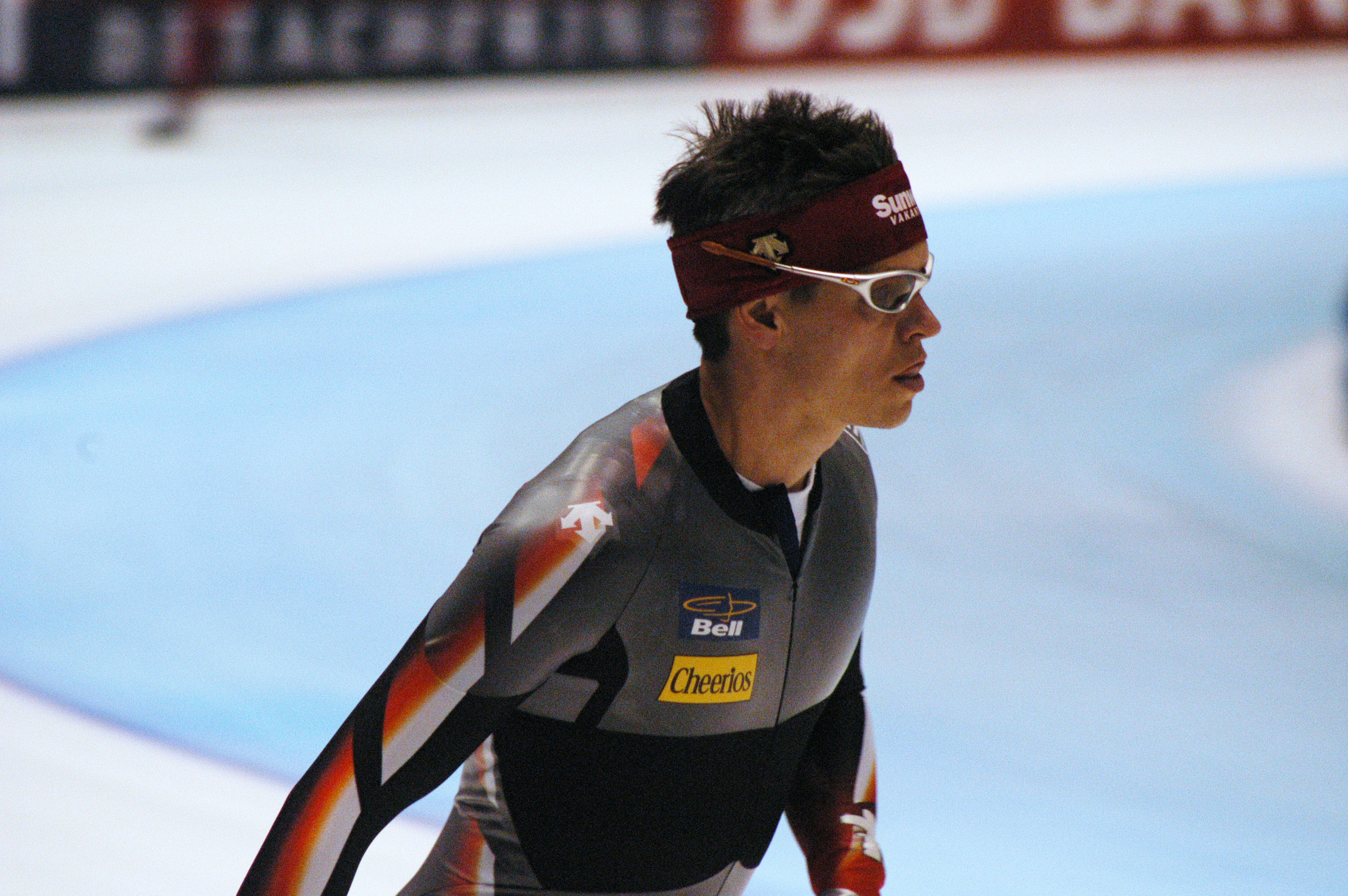
Mike Ireland en 2007.

- 3 janvier : Michael "Mike" Ireland, né à Winnipeg, patineur de vitesse canadien spécialisé dans les épreuves de sprint (500 m et 1 000 m). Son frère Sean est également patineur de vitesse.

- 18 février : Ruby Dhalla (née à Winnipeg), femme politique canadienne.

- 7 juillet : Jennifer Jones, curleuse canadienne née à Winnipeg. Elle a remporté la médaille d'or du tournoi féminin de curling aux Jeux olympiques de 2014 à Sotchi, en Russie.

- 2 septembre : Micheline Marchildon, actrice et humoriste franco-manitobaine.